# Olin Corporation
Die Olin Corporation ist ein US-amerikanisches Chemieunternehmen mit Sitz in Clayton bei St. Louis. Mit seinen Tochtergesellschaften Olin Chlor Alkali Products (Cleveland), Winchester Ammunition (East Alton) und KA Steel Chemicals ist es auf den Gebieten der Chlor-Alkali-Elektrolyse, Munitions- und Bleichmittelherstellung aktiv.
Im Jahr 2015 stieg die Olin Corporation durch die Übernahme des amerikanischen Chlor-Alkali-Geschäfts von Dow Chemical in einer Reverse-Morris-Trust-Operation zum weltgrößten Hersteller von Chlor und Natronlauge auf. Die Aktionäre der Dow erhielten dadurch 50,5 % der Anteile an der Olin Corporation.

## Geschichte

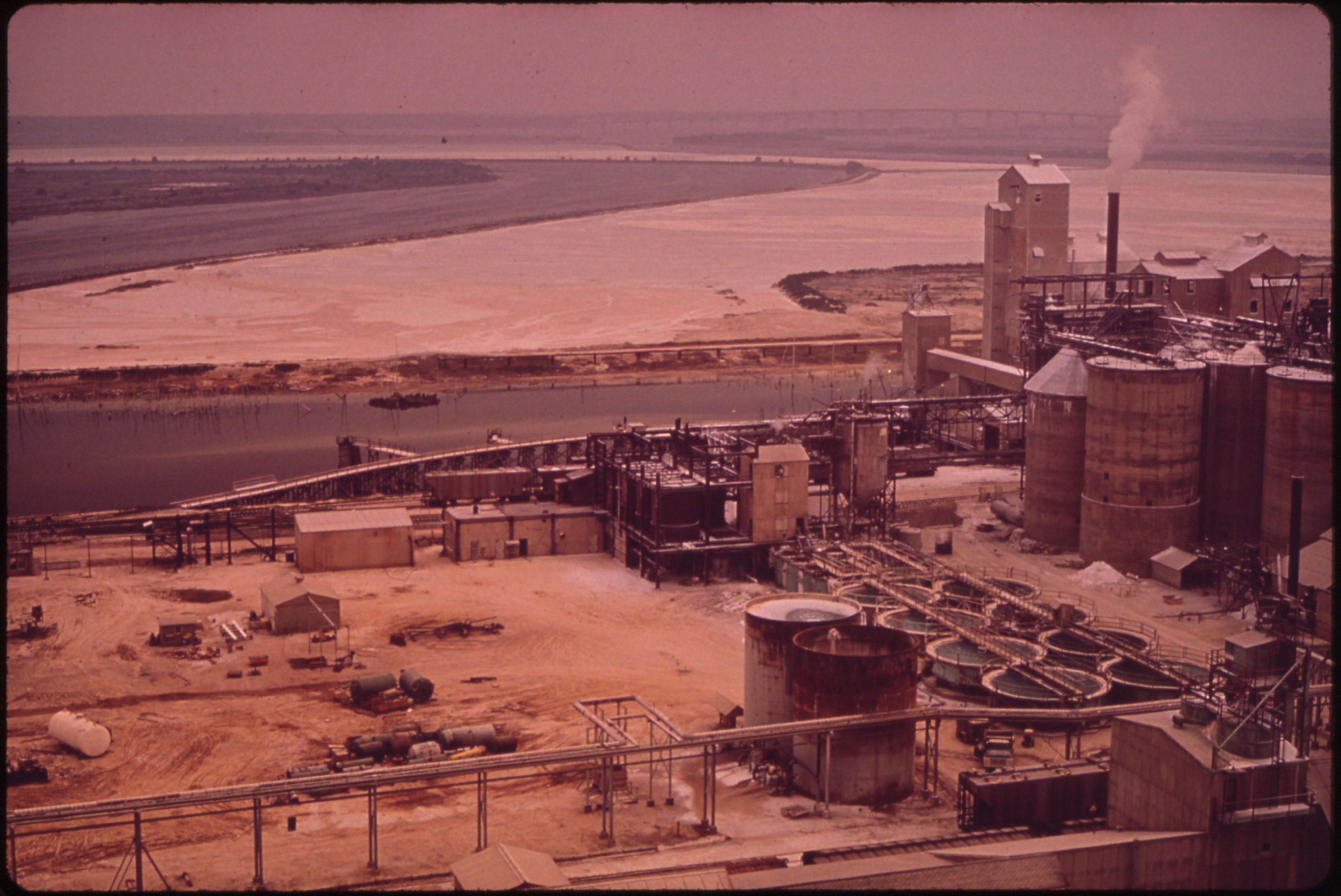
Ehemaliges Werk bei Lake Charles (1972)

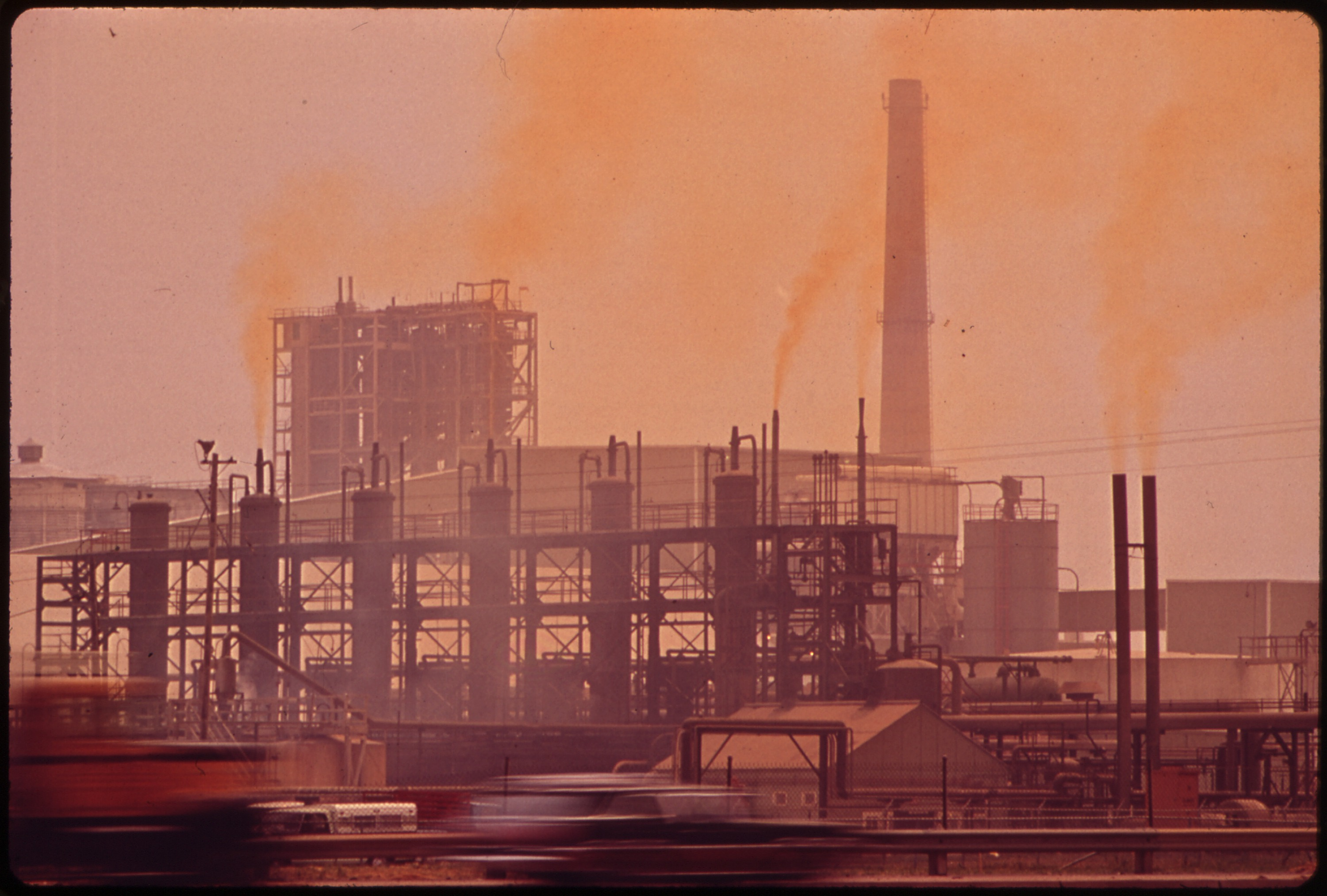
Wolken nitroser Gase über dem Werk (1972)

Die Olin Mathieson Chemical Corporation entstand 1954, als sich die beiden 1892 gegründeten Vorgängerunternehmen Olin Industries und Mathieson Chemical Corporation zusammenschlossen.
Olin Industries wurde von Franklin Olin als Schießpulverhersteller gegründet. 1898 wurde die Western Cartridge Company zur Herstellung von Munition gegründet.
Thomas Mathieson gründete die Mathieson Alkali Works um in Saltville (Virginia) Natriumcarbonat herzustellen. 1893 wurde die erste Chlor-Alkali-Anlage in Niagara Falls in Betrieb genommen.
Bis zum Jahr 1954 hatten sich beide Unternehmen zu diversifizierten Chemieunternehmen mit einem Jahresumsatz von jeweils 250 Mio. $ entwickelt.
Seit 1970 schrumpfte das Unternehmen durch Abstoßen zahlreicher Geschäftsteile. 1980 wurde die Waffenproduktion als U.S. Repeating Arms Company ausgegliedert. Das europäische Munitionsgeschäft wurde an die GIAT verkauft. 1999 wurde der Bereich Spezialchemie (heute Lonza) ausgegliedert. 2007 wurde das Messinggussgeschäft an eine Private-Equity-Gesellschaft verkauft (Global Brass and Copper).

## Werke
Da Chlorgas auch in verflüssigter Form nicht als Wirtschaftsgut transportiert werden kann, ist eine Chlorgasproduktion immer mit der Herstellung chlorierter Produkte (z. B. chlorierte Lösemittel, Methylchlorid, Epichlorhydrin, PVC etc.) verbunden.

### Chlor-Alkali und chlorierte Verbindungen
- Charleston (Tennessee)
- Henderson (Nevada)
- McIntosh (Alabama)
- Niagara Falls (New York)
- St. Gabriel (Louisiana)
- Bécancour (Québec), Kanada[7]
- Stade[8], Deutschland
- Baltringen, Deutschland
- Rheinmünster, Deutschland

### Bleichmittel
- Augusta (Georgia)
- Santa Fe Springs, Kalifornien
- Tracy (Kalifornien)[7]